# Phillip Hagar Smith
Phillip Hagar Smith (29. dubna 1905 Lexington, Massachusetts – 29. srpna 1987 Berkeley Heights, New Jersey) byl americký elektroinženýr, známý svým vynálezem stejnojmenného diagramu. Vystudoval Tuftsovu univerzitu, kde v roce 1928 získal bakalářský titul v elektrotechnice. Smithův diagram (který byl nezávisle na něm vytvořen také Mizuhashi Tosakuou), vynalezl při práci pro Bell Telephone Laboratories.

Smithův diagram grafická pomůcka používaná například pro impedanční přizpůsobování antén

Na otázku, co jej přivedlo k vynálezu diagramu, Smith vysvětlil: „Od doby, kdy jsem uměl používat logaritmické pravítko, jsem se zajímal o grafické znázornění matematických vztahů.“ V roce 1969 vydal knihu Electronic Applications of the Smith Chart: In Waveguide, Circuit, and Component Analysis, komplexní práci na toto téma. V roce 1970 odešel z Bell Labs. V roce 1952 byl zvolen členem amerického Institute of Radio Engineers (IRE).